# August Cords

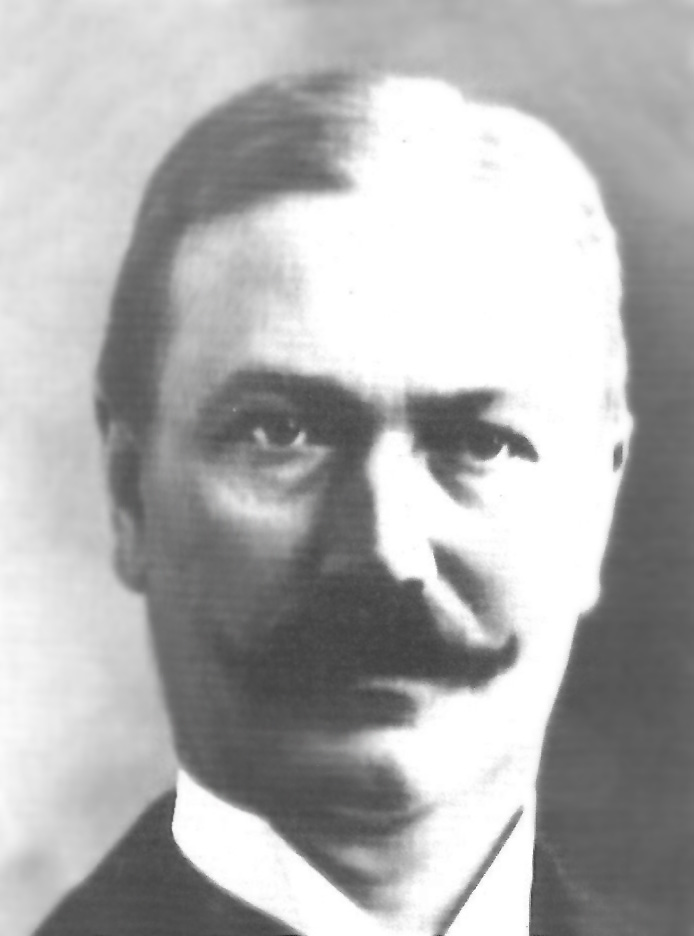
August Cords,
Foto aus der Sammlung Eschenburg

August Cords (* 14. August 1859 in Warin; † 9. November 1919 in Rostock) war ein deutscher Schiffsausrüster und Reeder. Seine Reederei gehörte ab 1904 zu den drei bedeutendsten Reedereien in Rostock.

## Leben
Nach der Schulzeit begann August Cords eine kaufmännische Lehre bei einem Schiffsausrüster in Rostock. Im April 1885 übernahm er das Material-, Waaren- und Schiffsausrüstungsgeschäft des Kaufmanns Hans Molchin in der Lagerstraße 22. Marie Jonas und August Cords heirateten am 15. Mai desselben Jahres in Schwaan, das Paar hatte sechs Kinder. Über seine Schiffsmaklerei charterte, befrachtete, kaufte und verkaufte Cords Segelschiffe und Frachtdampfer. Mit Richard Schmidt gründete August Cords am 1. April 1902 die Reederei Cords & Schmidt, nach ausscheiden des Teilhabers Schmidt firmierte das Unternehmen ab 1904 als Reederei August Cords.
August Cords war Mitglied in den Aufsichtsräten der Neptunwerft, der Rostocker Bank und seit 1906 portugiesischer Vizekonsul. Seine expandierenden Unternehmen Schiffsausrüstung, Reederei, Befrachtung und Schiffsmaklerei führte Cords unabhängig voneinander. Bis 1914 baute Cords eine Flotte von zwölf Dampfschiffen auf und zählte neben Gustav Fischer und Otto Zelck zu den größten Reedereien in Rostock.
Als August Cords im November 1919 starb, verlor Rostock einen angesehenen Bürger. Er wurde auf dem Alten Friedhof in Rostock beigesetzt.
Nach dem Tod des Firmengründers wurde das Unternehmen von Familienangehörigen noch bis 1971 fortgeführt. Den Firmensitz verlagerten die Eigentümer nach dem Zweiten Weltkrieg von Rostock nach Bremen.
Der Dampfer Grete Cords wurde nach dem Zweiten Weltkrieg  unter dem Namen Vorwärts das erste Handelsschiff der DDR.

## Ehrungen
In Warin wurde 1912 ein Park und später eine Straße nach August Cords benannt.
Auch im Rostocker Stadtteil Gehlsdorf gibt es eine August-Cords-Straße.